# 新藤実徳
新藤 実徳（しんどう みのり、1987年〈昭和62年〉8月31日 - ）は、日本のフィットネス事業家。株式会社ドリームキューブワン代表取締役。東京都武蔵野市を中心にパーソナルトレーニングジムを運営し、フィットネス関連団体の理事なども務めている。

## 経歴
東京都東大和市出身。25歳で勤めていた会社の倒産をきっかけに独立し、2013年に株式会社ドリームキューブワンを創業。  2018年に浜田山店、2020年に三鷹店を開設。2025年時点で東京都内に6店舗を展開している。

## 活動
新藤は、パーソナルトレーニングやボディケア分野に携わるほか、ラジオやオンラインメディアを通じた情報発信も行っている。  地域FM局「むさしのFM」への定期出演や、ビジネス系YouTubeチャンネル『令和の虎』ダイエット版への複数回出演がある。  また、自身が主宰するYouTubeチャンネル『パーソナルトレーナー情報局』でトレーナー向けの情報を発信している。

## 肩書き
- 株式会社ドリームキューブワン 代表取締役
- 一般社団法人ウェルネス&フィットネストレーナー協会 理事
- Shindo Trading 代表
- 銀座プランニング株式会社 顧問

## 出演
- 「むさしのFM」レギュラー出演[1]
- 『令和の虎』ダイエット版 出演[2]
- Route634によるインタビュー記事[3]